# Atak na Belweder
Atak na Belweder – atak grupy cywilnych spiskowych (belwederczyków) na siedzibę wielkiego księcia Konstantego w Warszawie, przeprowadzony wieczorem 29 listopada 1830 roku. Jego celem było zabicie lub pojmanie – jako zakładnika – wielkiego księcia. Belwederczycy nie zdołali zrealizować zamierzonego planu, jednak w następstwie ataku oraz dalszego rozwoju ruchów powstańczych wielki książę na zawsze opuścił Belweder, a następnie Warszawę i Królestwo Polskie. W wyniku ataku zginęły dwie do czterech osób, co najmniej pięć odniosło rany. 
Atak był pierwszym zbrojnym wystąpieniem powstańców listopadowych.

## Geneza

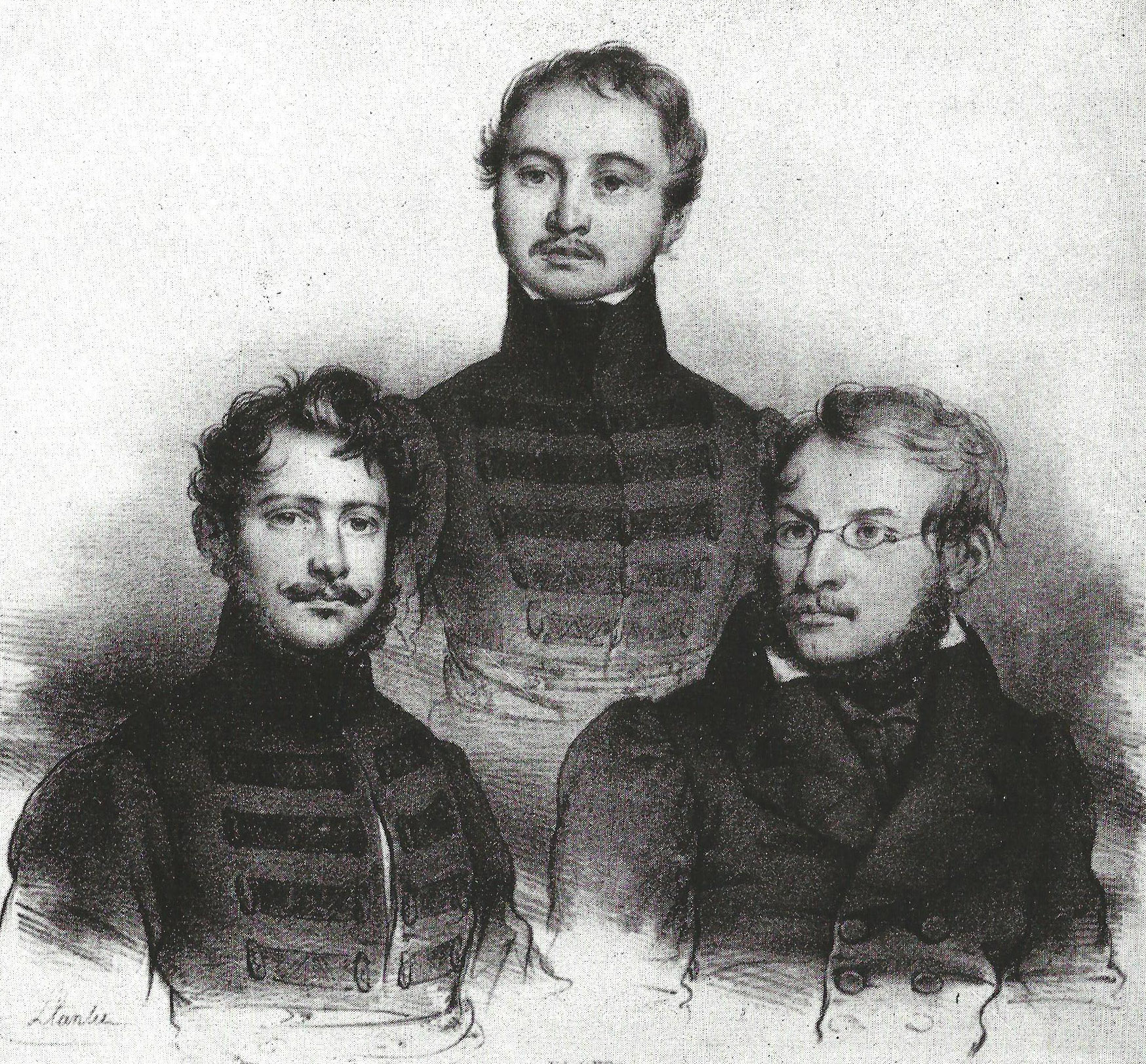
Grupa belwederczyków. Od lewej: Roch Rupniewski, Edward Rottermund, Leonard Rettel.

Zamysł ataku na wielkiego księcia pojawiał się w planach insurekcyjnych Sprzysiężenia Wysockiego od samego początku istnienia tej organizacji, tj. od połowy grudnia 1828. Atak miał być elementem szerszej, skoordynowanej akcji powstańczej zorganizowanej w kilku najważniejszych punktach Warszawy oraz innych częściach Królestwa Polskiego. Wraz z działaniami grup zbrojnych w centrum miasta szturm na Belweder był pomyślany jako początek powstania narodowego przeciwko zaborcy rosyjskiemu. Zryw ten, którego celem było odzyskanie niepodległości i zagrabionych przez Rosję ziem, przeszedł później do historii pod nazwą powstania listopadowego.
Początkowo w łonie Związku rozważano różne możliwe warianty ataku na wielkiego księcia – jeden z nich zakładał akcję zbrojną na Placu Saskim w czasie rutynowej parady. Ostatecznie jednak zdecydowano, że powstanie rozpocznie się szturmem na Belweder porą wieczorną.
Zadanie werbunku belwederczyków, zwanych też „oddziałem zemsty narodowej”, powierzono jednemu z trzech kół akademickich wewnątrz Związku Wysockiego. Na czele koła stanął 19-letni student prawa, początkujący pisarz i poeta – Leonard Rettel. W planach ataku na Belweder cywilom pomagał podchorąży Konstanty Trzaskowski oraz akademik Walenty Witkowski – obaj posiadali względnie szczegółową wiedzę na temat rozkładu pomieszczeń pałacu wielkiego księcia. W napaści na księcia nie chciał wziąć udziału żaden z oficerów związkowych – uważali bowiem, że wojskowi nie powinni broczyć rąk krwią naczelnego wodza. W tej sytuacji odpowiedzialność za organizację szturmu wziął na siebie Ludwik Nabielak. Rekonesansu topograficznego wokół Belwederu, „zwiedzenia wszystkich alei i dróg w okolicy”, dokonali przed powstaniem Seweryn Goszczyński i Ksawery Bronikowski.
W tygodniach poprzedzających powstanie, wieszano w okolicach Belwederu afisze z napisem „Od nowego roku do wynajęcia” czy „Pałac Lucypera”.
Atak na Belweder był dla wielkiego księcia Konstantego zupełnym zaskoczeniem, mimo iż już wcześniej docierały do niego sygnały o spiskach w mieście (także tych fikcyjnych, prowokacyjnych) oraz anonimowe pogróżki.

## Przebieg wydarzeń

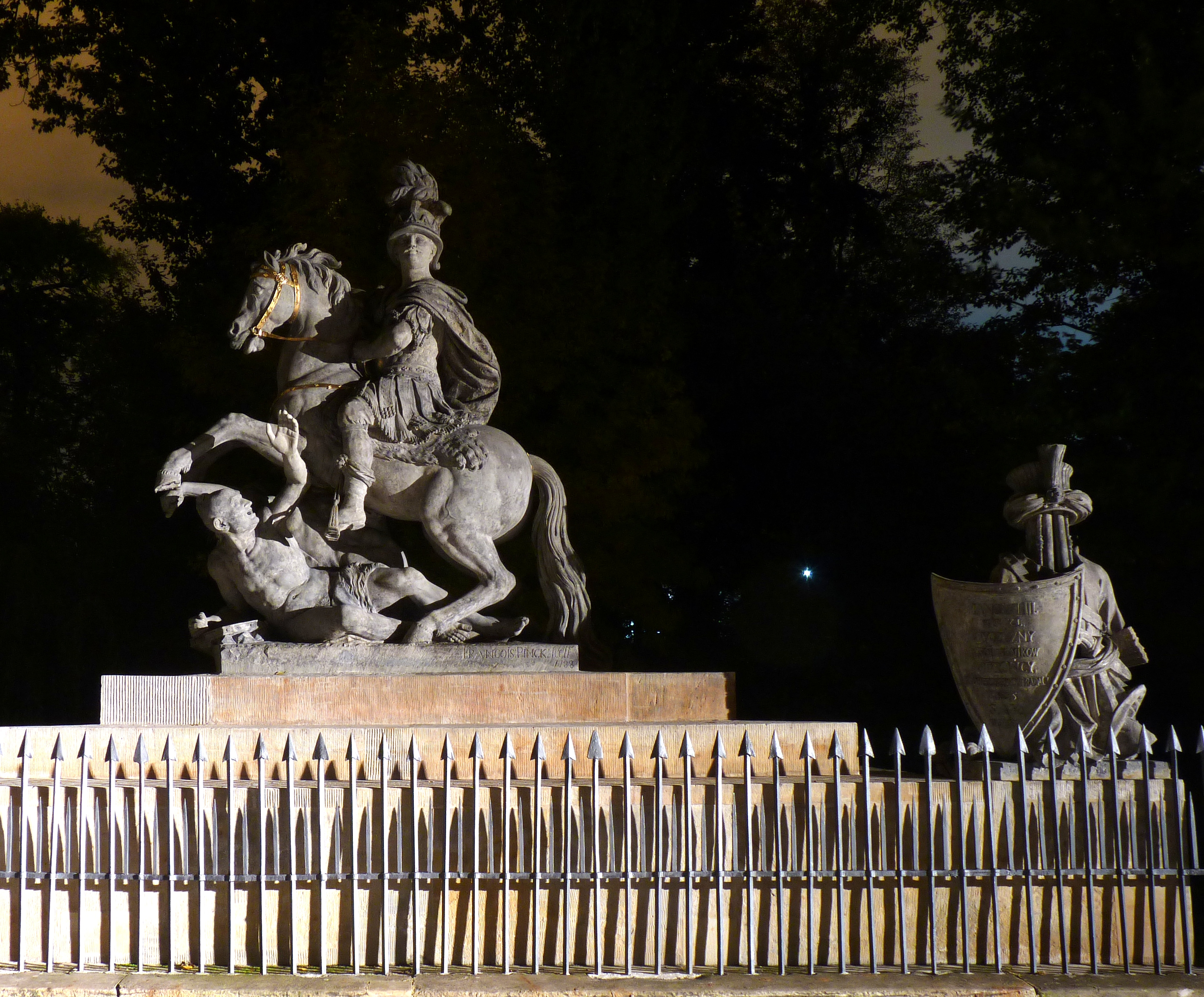
Pomnik króla Jana III Sobieskiego w Łazienkach; miejsce zbiórki belwederczyków przed atakiem.

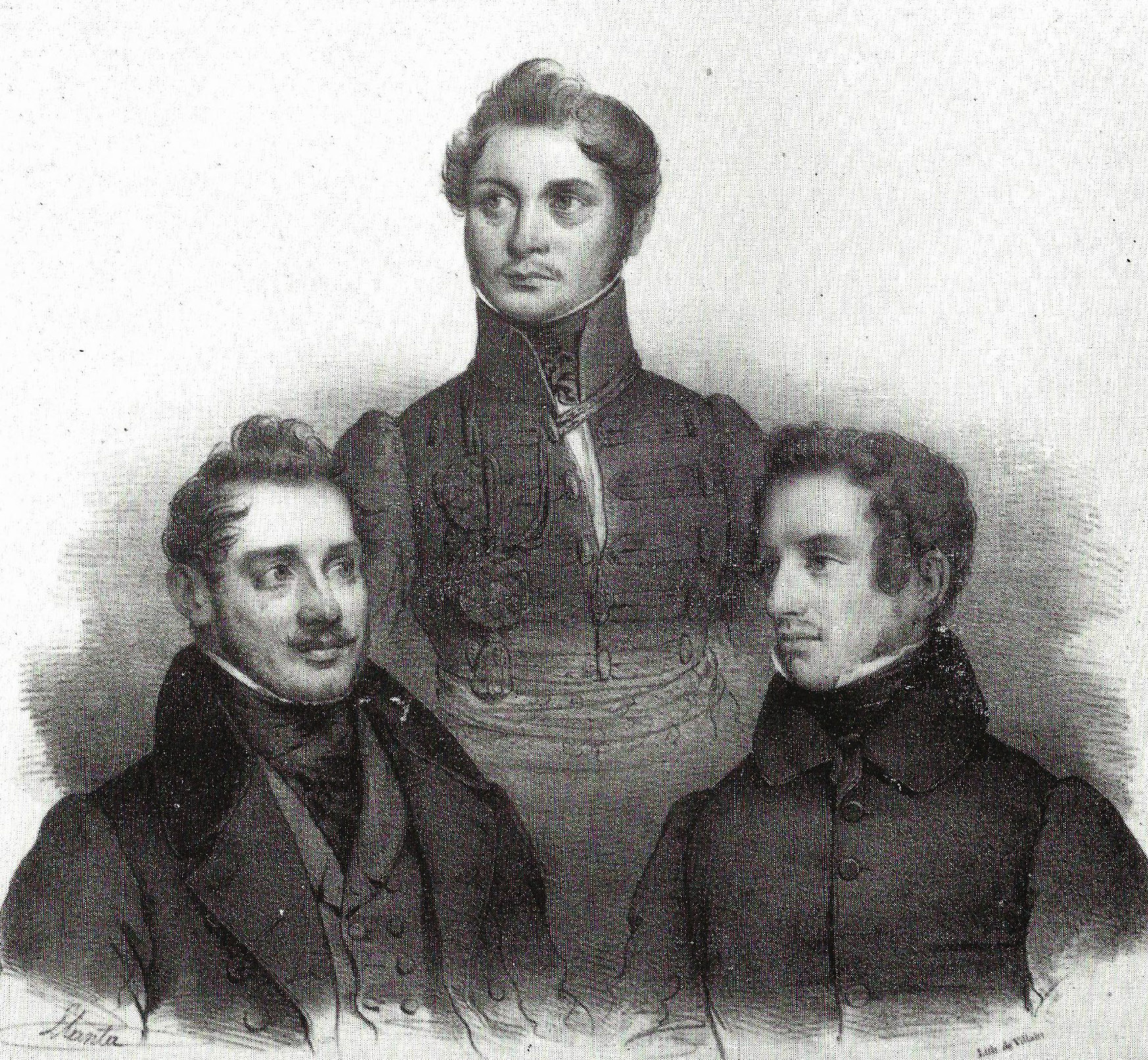
Grupa belwederczyków. Od lewej: Ludwik Nabielak, Walenty Nasierowski, Ludwik Orpiszewski.

Przed godz. 19.00 29 listopada 1830 roku pod pomnikiem króla Sobieskiego na Agrykoli zebrała się grupa kilkunastu cywilnych spiskowych (według planów miało to być 32–50 osób) pod dowództwem Ludwika Nabielaka oraz kilku podchorążych. Grupa ta posiadała karabiny junkrów rosyjskich ze Szkoły Podchorążych – karabiny pobrano bez żadnego oporu ze strony Rosjan. Niektórzy z cywilnych spiskowców, jak Leonard Rettel, nie mieli żadnego doświadczenia w posługiwaniu się bronią. Według Rettla zbyt mała liczba zebranych osób spowodowała, że spiskowcy porzucili myśl o pojmaniu Konstantego, a ich zasadniczym celem stało się w tej sytuacji zabójstwo księcia. 
Spod pomnika Sobieskiego belwederczycy po długim oczekiwaniu na umówiony sygnał oraz w nastroju nieomal rezygnacji i „chwilowego zwątpienia”, wywołanym zbyt małą liczbą zebranych osób (niektórzy rozeszli się do domów w przekonaniu, że wybuch powstania po raz kolejny odwołano), ruszyli w końcu przez park Łazienkowski w kierunku pałacu. Ich zamiarem był atak z zaskoczenia na siedzibę wielkiego księcia oraz na niego samego. Łącznie w akcji udział wzięło 18 osób. W drodze do pałacu napastnicy nie napotykali żadnych przeszkód. W pobliżu ogrodu belwederskiego spiskowcy rozdzielili się na dwie grupy: obie miały zaatakować pałac równocześnie – od frontu („tęższa i silniejsza” grupa Trzaskowskiego, Nabielaka i Goszczyńskiego) i na tyłach (grupa Kobylańskiego i Ponińskiego, której jednym z zadań było uniemożliwienie ewentualnej ucieczki „ptaszka”, tj. Konstantego, przez ogród). Belwederu w tym czasie strzegło trzech inwalidów uzbrojonych tylko w szable. W pałacu służbę pełniło 29 osób (mężczyzn), w tym pięciu Polaków. Sam wielki książę Konstanty odpoczywał w pokoju na piętrze. Na jego przebudzenie cierpliwie oczekiwali w sąsiednim pokoju wiceprezydent Mateusz Eustachy Lubowidzki oraz gen. Aleksiej Gendre, którzy przybyli tu z kolejnymi raportami wywiadowczymi o spiskach w mieście.
Szturm rozpoczął się o godz. 19.15 – najpierw padły dwa strzały od strony ogrodowej, które jednocześnie dały sygnał do ataku drugiej grupie. Według Seweryna Goszczyńskiego w wyniku tych strzałów odniósł rany jeden z wartowników w ogrodzie. Strzały te potwierdza także obecny w tym miejscu Leonard Rettel, z tym że z opisu Rettla wynika, że wartownik mógł zginąć („…strzelił do żołnierza stojącego w górze na warcie i powalił go o ziemię”). Ponadto Rettel opisuje zabójstwo jeszcze jednego rosyjskiego wartownika, który na mostku żelaznym w parku zagrodził belwederczykom drogę.

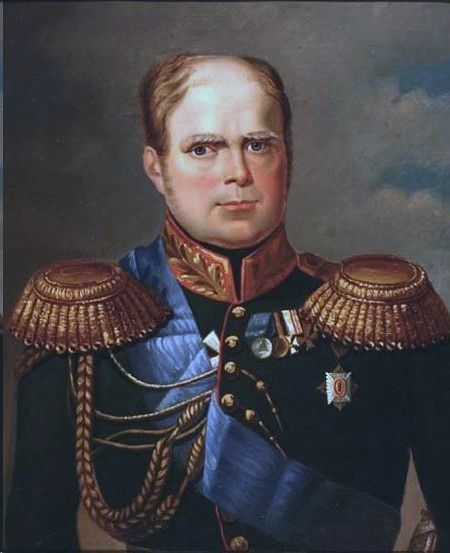
Wielki książę Konstanty Pawłowicz, główny cel ataku belwederczyków

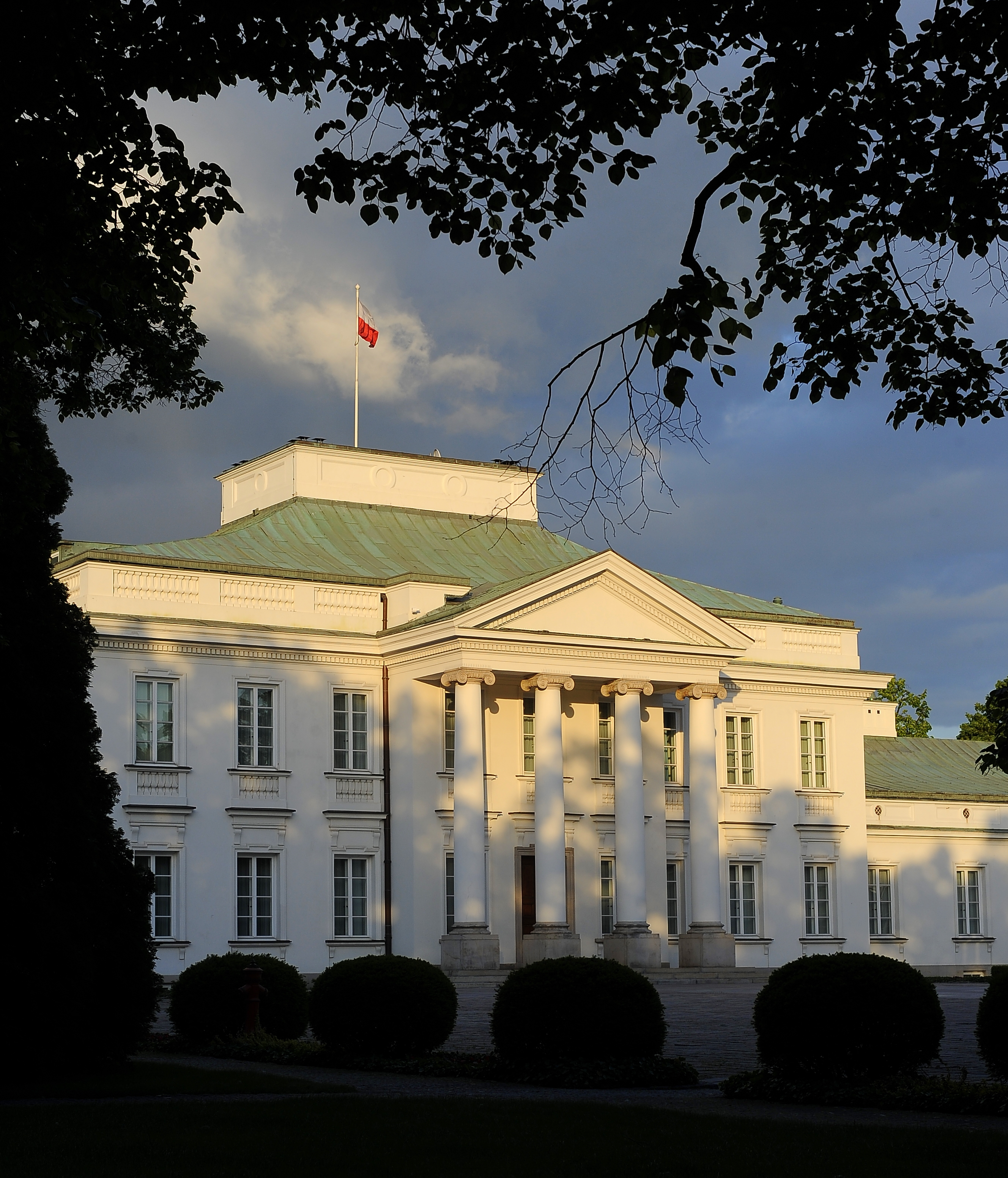
Współczesny widok miejsca ataku

Element zaskoczenia przyniósł tylko częściowy skutek: „oddział zemsty narodowej” wprawdzie nie napotkał większego oporu, z okrzykami „hura!” i „śmierć tyranowi!” wdarł się do pałacu bez najmniejszych trudności (służba nie zdołała obronić drzwi), a zdezorientowane i przestraszone straże natychmiast się poddawały, jednak wielki książę, w porę obudzony i ostrzeżony, z pomocą kamerdynerów Friesego i Jana Kochanowskiego, zdołał ukryć się – z „największą bojaźnią, z wejrzeniem obłąkania” – w jednym z pokoików na strychu (według popularnych, choć mało wiarygodnych, ironizujących legend, książę miał szukać schronienia w komnacie małżonki – księżnej łowickiej). Napastnicy wdarli się na piętro, gdzie – przebiegając „z łoskotem” i „piekielnym hałasem” od pokoju do pokoju – poszukiwali wielkiego księcia. Presja braku czasu (spodziewano się rychłego nadejścia odsieczy), chaos sytuacyjny oraz, mimo wszystko, niedoskonała znajomość rozkładu pomieszczeń pałacowych spowodowały, że belwederczycy nie zdążyli dokładnie przeszukać wszystkich pomieszczeń i nie odnaleźli księcia – w pokoju Konstantego „zastali tylko łóżko próżne, acz jeszcze ciepłe”. Według Jarosława Marka Rymkiewicza jedną z przyczyn niepowodzenia ataku na wielkiego księcia mogło być - mimo wszystko - zawahanie lub wręcz podświadoma niechęć do zabójstwa cesarzewicza (z kolei w opinii Danuty Sosnowskiej istotną rolę odegrał tutaj również czynnik "lęku zmieniania literatury w historię"). Na piętrze natknęli się jednak na znienawidzonego wiceprezydenta Warszawy – Mateusza Lubowidzkiego, który tego wieczora stawił się w Belwederze na umówione spotkanie z Konstantym. Młodzi powstańcy przypuścili atak na Lubowidzkiego, w wyniku którego Lubowidzki został ciężko ranny (otrzymał kilka lub kilkanaście ciosów bagnetem). Ponadto doszło do walki wręcz z kilkoma osobami ze służby pałacowej – zginął jeden ze służących, co najmniej dwóch innych zostało rannych; po stronie belwederczyków rany odniósł Ludwik Orpiszewski oraz drugi, nieustalony z nazwiska spiskowiec.
Na dziedzińcu pałacu jeden z napastników (prawdopodobnie Seweryn Goszczyński) zaatakował uciekającego gen. Gendre’a (według samego Goszczyńskiego, gen. Gendre i służba pałacowa usiłowali odciąć belwederczykom drogę odwrotu). W wyniku ataku ów „najnikczemniejszy z nikczemnych” generał poniósł śmierć. Hałas dobiegający od strony dziedzińca wywabił jednocześnie resztę spiskowców z pałacu, gdyż – jak sądzili – były to odgłosy ataku na samego wielkiego księcia. Na dziedzińcu uświadomili sobie pomyłkę, ale na powrót do pałacu było już za późno – wszczęty alarm oraz niebezpieczeństwo nadejścia posiłków rosyjskich spowodowały, że z niezadowoleniem wycofali się okrężną drogą do pierwotnego „punktu zbornego oddziału belwederskiego”, tj. pod pomnik Sobieskiego na Agrykoli.
Druga grupa belwederczyków, dowodzona przez Karola Kobylańskiego i mająca zaatakować pałac od ogrodu, prawdopodobnie nie zdołała sforsować wysokiego tarasu i nie zrealizowała zamierzonego planu wdarcia się do budynku; ograniczyła się jedynie do ostrzelania okien belwederskich z odległości. Inaczej relacjonował postawę grupy Kobylańskiego Seweryn Goszczyński, według którego oba oddziały połączyły się wewnątrz Belwederu. Być może jedynie część tej grupy zdołała przedostać się do pałacu.
Według relacji majordomusa Jana Kochanowskiego cały atak na Belweder trwał nie dłużej niż 5 minut. Wkrótce po oddaleniu się belwederczyków, pod pałacem zjawił się szwadron kirasjerów pod dowództwem syna Konstantego, Pawła Aleksandrowa – dopiero wtedy wielki książę „w nieładzie odzienia” wyszedł z ukrycia na strychu.
Jeden z napastników, Walenty Krosnowski, wpadł w ręce Rosjan, lecz po kilku dniach odzyskał wolność.

## Lista belwederczyków
Lista sporządzona w oparciu o informacje zawarte w Nocy belwederskiej Seweryna Goszczyńskiego (uczestnika ataku). Została podzielona na dwie grupy, zgodnie z podziałem uczestników szturmu na dwie podgrupy – atakującą pałac od frontu i od strony ogrodowej.
I. Grupa frontowa
| Lp. | Wizerunek | Imię i nazwisko                   | Uwagi |
| --- | --------- | --------------------------------- | --- |
| 1.  |           | Ludwik Nabielak                   | 26 l., przywódca belwederczyków; absolwent Uniwersytetu Franciszkańskiego we Lwowie, dziennikarz warszawski.                                                            |
| 2.  |           | Seweryn Goszczyński               | 29 l., prawdopodobnie sprawca zabójstwa gen. Gendre’a na dziedzińcu belwederskim; polski poeta romantyczny, autor Zamku kaniowskiego (1828).                            |
| 3.  |           | Ludwik Orpiszewski                | 20 l., ranny w ataku na Belweder; student Wydziału Prawa Uniwersytetu Warszawskiego, poeta, pisarz, dramaturg.                                                          |
| 4.  |           | Nikodem Rupniewski                | 24 l., zadał pierwsze ciosy bagnetem wiceprezydentowi Warszawy – Mateuszowi Lubowidzkiemu; student Wydziału Prawa Uniwersytetu Warszawskiego, brat Rocha Rupniewskiego. |
| 5.  |           | Roch Rupniewski                   | 26 lub 28 l., inżynier i student Wydziału Nauk i Sztuk Pięknych Uniwersytetu Warszawskiego; brat Nikodema.                                                              |
| 6.  |           | Ludwik Jankowski                  | student budownictwa i miernictwa w Wydziale Nauk i Sztuk Pięknych Uniwersytetu Warszawskiego.                                                                           |
| 7.  |           | Walenty Nasierowski (Nasiorowski) | 28 l., student Wydziału Prawa Uniwersytetu Warszawskiego. |
| 8.  |           | Konstanty Trzaskowski             | podchorąży; w ataku miał pełnić rolę m.in. przewodnika (dobra znajomość rozkładu pomieszczeń w pałacu belwederskim).                                                    |
| 9.  |           | Zenon Niemojowski                 | 22 l., student Wydziału Prawa Uniwersytetu Warszawskiego. |

II. „Grupa ogrodowa”
| Lp. | Wizerunek | Imię i nazwisko               | Uwagi |
| --- | --------- | ----------------------------- | --- |
| 10. |           | Leonard Rettel                | 19 l., student Wydziału Prawa Uniwersytetu Warszawskiego, poeta, jeden z organizatorów cywilnej grupy Sprzysiężenia Wysockiego.                                                                   |
| 11. |           | Edward Trzciński              | 19 l., student Wydziału Prawa Uniwersytetu Warszawskiego. |
| 12. |           | Walenty Krosnowski            | student Wydziału Prawa Uniwersytetu Warszawskiego. |
| 13. |           | Aleksander Świętosławski      | 19 l., student Wydziału Prawa Uniwersytetu Warszawskiego. |
| 14. |           | Edward Rottermund             | student i/lub wojskowy |
| 15. |           | Antoni Kosiński               | 28 l., podporucznik piechoty w stanie spoczynku. |
| 16. |           | Karol Kobylański (Kobyliński) | podchorąży, dowódca „grupy ogrodowej”; jego strzał pod tarasem ogrodowym dał sygnał do ataku grupie frontowej. Według Rettla kula wystrzelona przez Kobylańskiego ugodziła wartownika na tarasie. |
| 17. |           | Karol Paszkiewicz             | 25 l., podoficer piechoty w stanie spoczynku; jeden z założycieli Sprzysiężenia Wysockiego, orędownik „spisku koronacyjnego” w 1829 r.                                                            |
| 18. |           | Stanisław Poniński            | 25 l., podporucznik jazdy; jeden z organizatorów Sprzysiężenia Wysockiego. |

Ponadto akt oskarżenia wymieniał jeszcze nazwiska Wiktora Tylskiego, Seweryna Cichowskiego i Walentego Witkowskiego, jednak według Wacława Tokarza udział Witkowskiego w napadzie na Belweder można wykluczyć (w czasie szturmu przebywał w więzieniu karmelickim na Lesznie).

## Skutki ataku na Belweder
Pomimo popełnionych licznych błędów i napotykanych przeciwności napad na Belweder oraz noc listopadowa zakończyły się wyparciem z miasta stacjonujących tu oddziałów rosyjskich; atak położył ponadto ostateczny kres panowaniu wielkiego księcia Konstantego w Królestwie Polskim.
Nie zdołano jednak zrealizować nadrzędnego celu ataku, tj. pojmania lub zabicia Konstantego. Według Wacława Tokarza „napad zawiódł całkowicie”; pojmanie lub zabicie wielkiego księcia nie pozostawiałoby bowiem oficerom umiarkowanym pola do zawahania, po czyjej stanąć stronie – powstańców czy Konstantego. Natomiast fiasko szturmu wpłynęło „fatalnie” na spodziewaną jednolitość strony polskiej; wprowadziło podziały, a nawet umożliwiło niektórym polskim żywiołom podjęcie czynnej akcji przeciwko powstaniu. Był to błąd, który – w ocenie Tokarza – stał się „źródłem załamania całego powstania”. Podobną opinię wyrażali Walenty Zwierkowski i Jerzy Łojek.
Po upadku powstania listopadowego napad belwederski był przedmiotem śledztwa Najwyższego Sądu Kryminalnego, powołanego w lutym 1832 dla osądzenia powstańców listopadowych („rokoszan”) nieobjętych amnestią. Akt oskarżenia w tej sprawie nosił tytuł Napaść na Pałac Belwederski w zamiarze targnięcia się na życie w Bogu Spoczywającego Cesarzewicza W. Księcia Konstantego Pawłowicza. Zeznania w tym śledztwie, w charakterze świadków, składali Mateusz Lubowidzki, sekretarz Jan Braun, marszałek dworu Jan Kochanowski oraz hofkurier Paweł Pasternikow. Wszyscy oskarżeni belwederczycy przebywali od czasu upadku powstania za granicą (w zachodniej Europie) – otrzymali więc zaocznie wyrok śmierci przez powieszenie, zamieniony następnie na dożywotnią banicję. Z aktu oskarżenia wyłączono Zenona Niemojewskiego, Nikodema Rupniewskiego i Antoniego Kosińskiego, którzy zmarli jeszcze przed rozprawą. Edward Rottermund, jako wojskowy rosyjski i poddany rosyjski, podlegał wyłącznie sądowi wojskowemu.

## W kulturze
Ludwik Nabielak (według innych źródeł – Ignacy Chodźko lub Seweryn Goszczyński) po wydarzeniach nocy listopadowej wyrzekł słowa nawiązujące do Mickiewiczowskiej powieści poetyckiej i do ataku na wielkiego księcia: 

Słowo stało się ciałem, a Wallenrod Belwederem

Cytat ten szybko zyskał sporą popularność wśród ludności Warszawy po wybuchu insurekcji, oraz na trwałe zapisał się w historiografii powstania listopadowego i polskiej literatury romantycznej.
Stanisław Wyspiański w dramacie Noc listopadowa ukazał m.in. zbiórkę spiskowców pod pomnikiem Sobieskiego (scena III) oraz atak na Belweder (scena IV). W scenie IX, której akcja rozgrywa się w Amfiteatrze Łazienkowskim, ukazał dusze poległych w „wojennym czynie” – jest wśród nich duch gen. Gendre’a, który poniósł śmierć z rąk belwederczyków.
Realizacja Nocy listopadowej Stanisława Wyspiańskiego w Teatrze Starym w Krakowie w reżyserii Andrzeja Wajdy, premiera 13 stycznia 1974 została przeniesiona jako spektakl Teatru Telewizji – Noc listopadowa (1978). Spektakl ten oceniono jako najwybitniejszą realizację Nocy Listopadowej w historii teatru.
Scena ataku na Belweder pojawia się w filmie fabularnym Księżna Łowicka (1932). W rolę wielkiego księcia wcielił się aktor Stefan Jaracz, a postać dowodzącego atakiem Ludwika Nabielaka zagrał Kazimierz Jarocki. Scenariusz filmu oparto na motywach powieści Wacława Gąsiorowskiego pod tym samym tytułem (1908).
Fryderyk Krzysztof Dietrich wykonał grafikę (akwaforta, akwatinta) przedstawiającą scenę szturmu na Belweder. Dzieło to, którego oryginalna odbitka przechowywana jest w Muzeum Narodowym w Warszawie, należy dziś do kanonu ikonografii powstania listopadowego. Jego kopie sprzedawano w Warszawie już od stycznia 1831 roku. Pierwowzorem był rysunek Jana Feliksa Piwarskiego, wykonany nazajutrz po ataku belwederskim. 
Do szturmu na Belweder i nocy listopadowej nawiązuje wiersz Artura Oppmana – Noc belwederska (1930). Również sam uczestnik tych wydarzeń, Seweryn Goszczyński, w wierszu Antychryst wolności  przywołuje "ciężką żałobę", która "nad Belwederem rozpękła". 
Zuzanna Rabska w bajce dla dzieci Duch Belwederu (w tomie Tajemnice Łazienek, 1920) opowiada o małym Adasiu, który postanowił dokończyć dzieła podchorążych i zabić ducha "okrutnego księcia Konstantego".
Historycznym i psychologicznym rozważaniom na temat napadu na Belweder Jarosław Marek Rymkiewicz poświęcił pierwszy rozdział książki Wielki książę z dodaniem rozważań o istocie i przymiotach ducha polskiego (Warszawa, 1983).